# Musée de la révolution de 1911
Le musée de la révolution de 1911 (辛亥革命博物馆), aussi appelé musée la révolution Xinhan de Wuhan, est un musée thématique construit à Wuhan à l'occasion du centenaire de la révolution chinoise de 1911.
Sa construction a duré d'août 2009 à septembre 2011 et il a été ouvert le 15 octobre 2011.